# Mont Saint-Michel

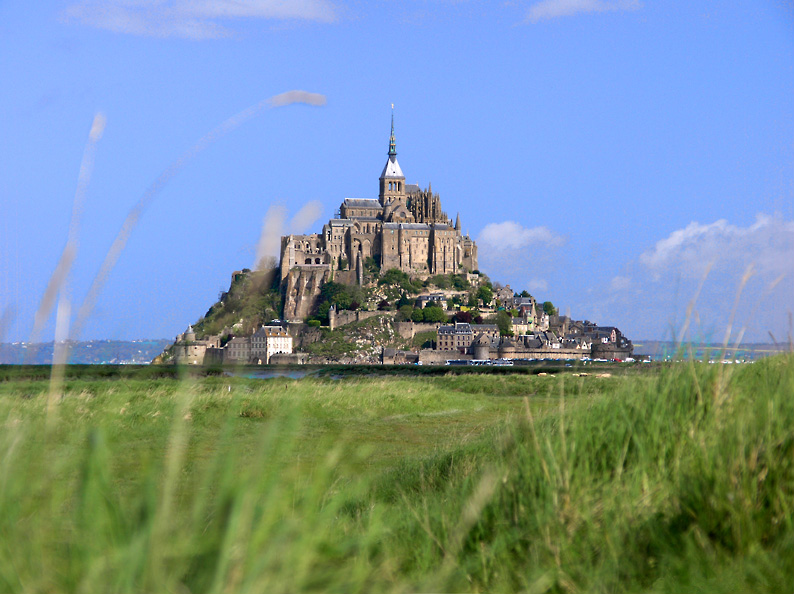
Mont Saint-Michel – widok od południa

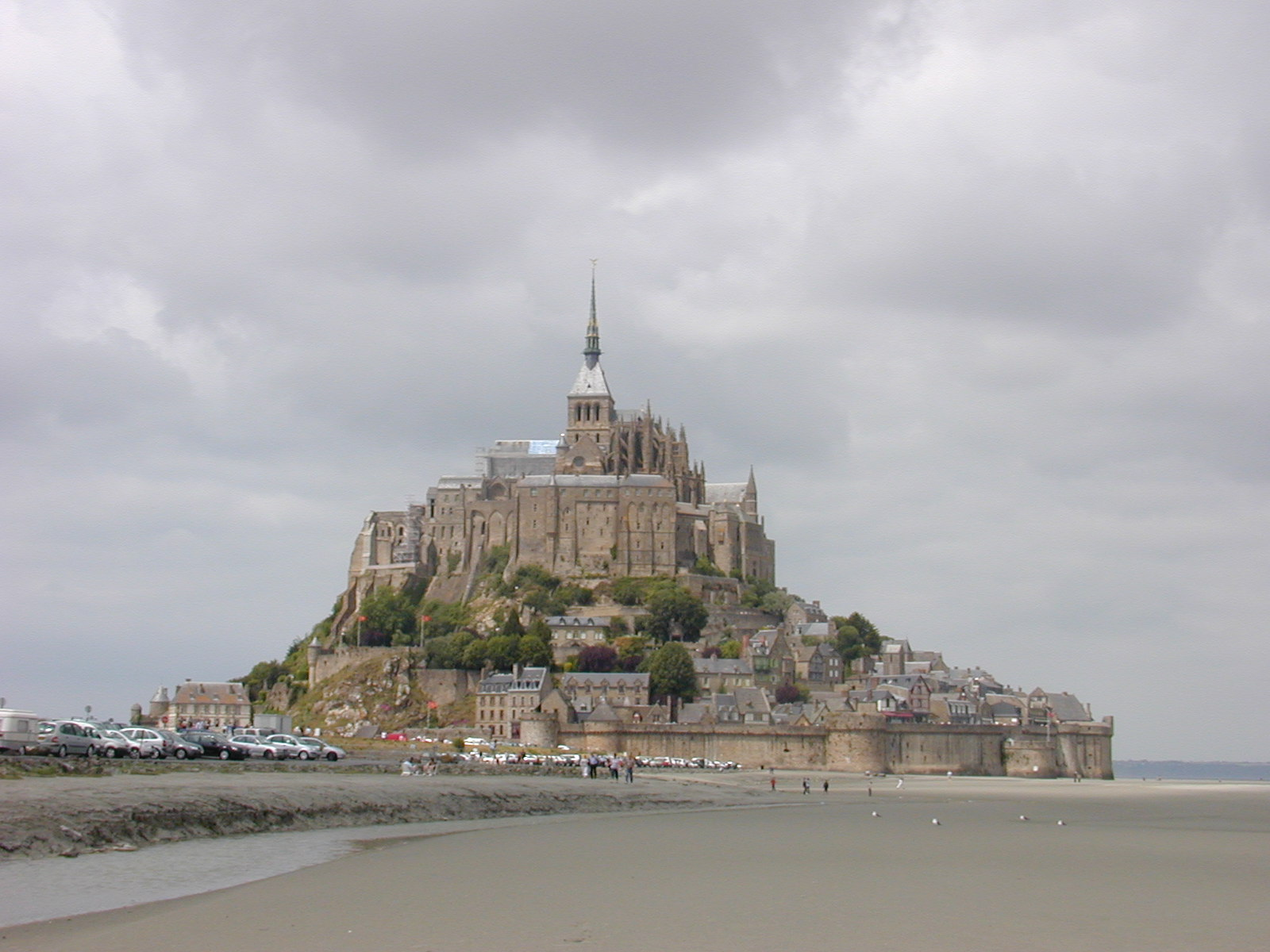
Mont Saint-Michel podczas odpływu

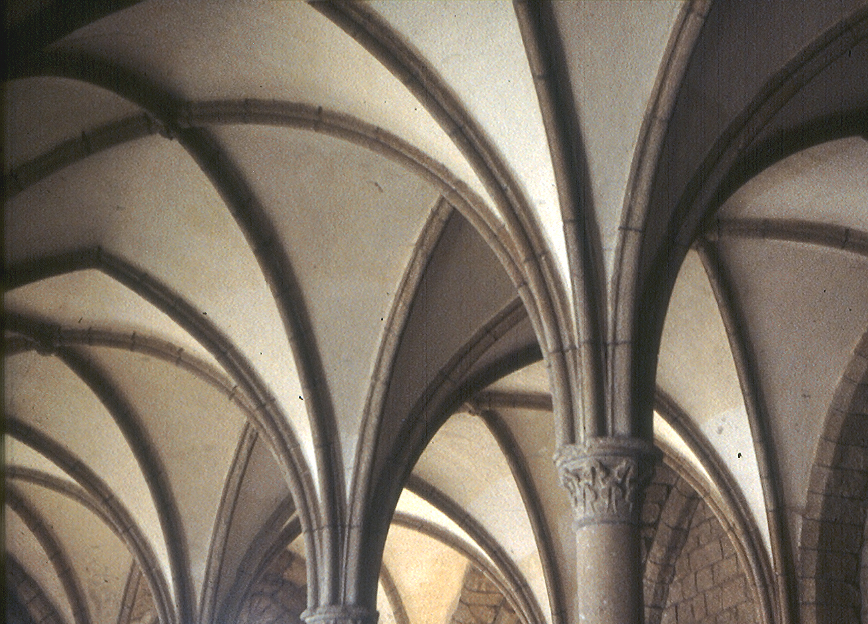
Sklepienia gotyckie Sali Rycerskiej w opactwie

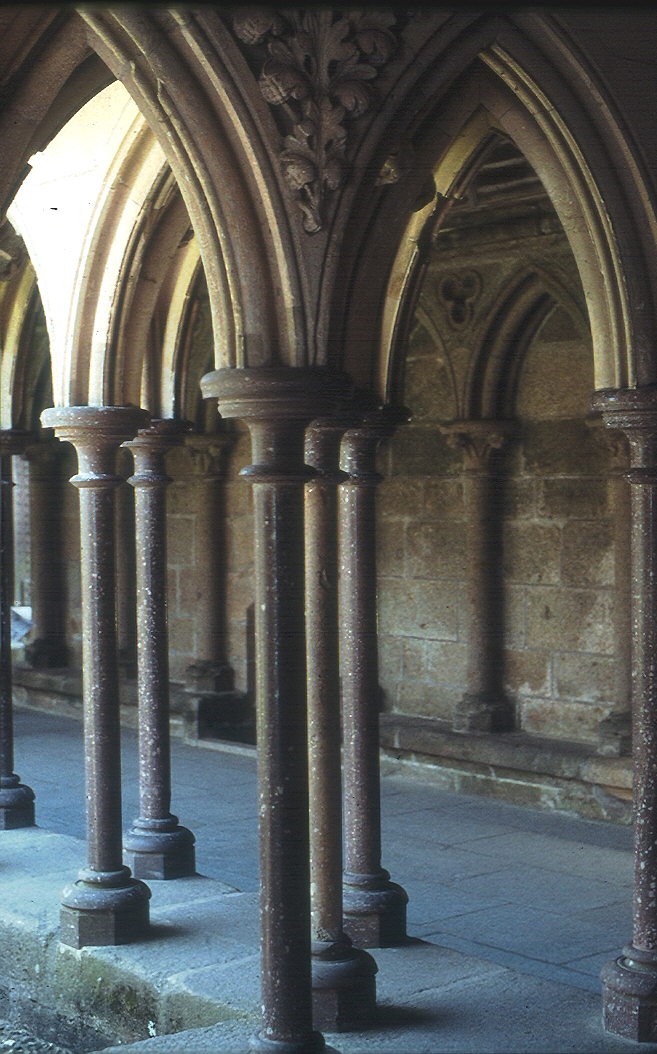
Krużganek Merveille

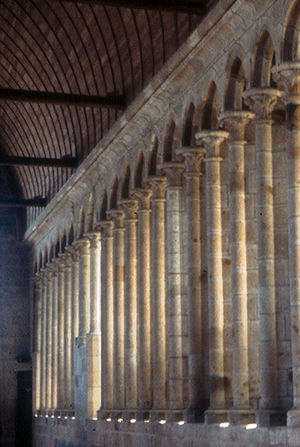
Ściana jadalni

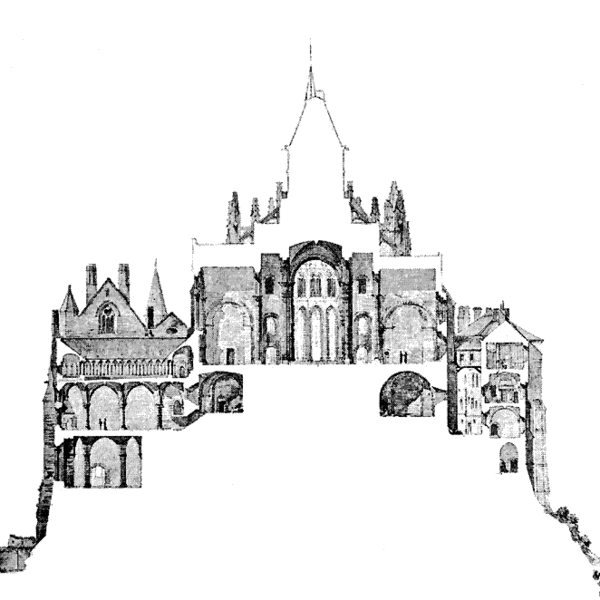
Opactwo w 1875 roku

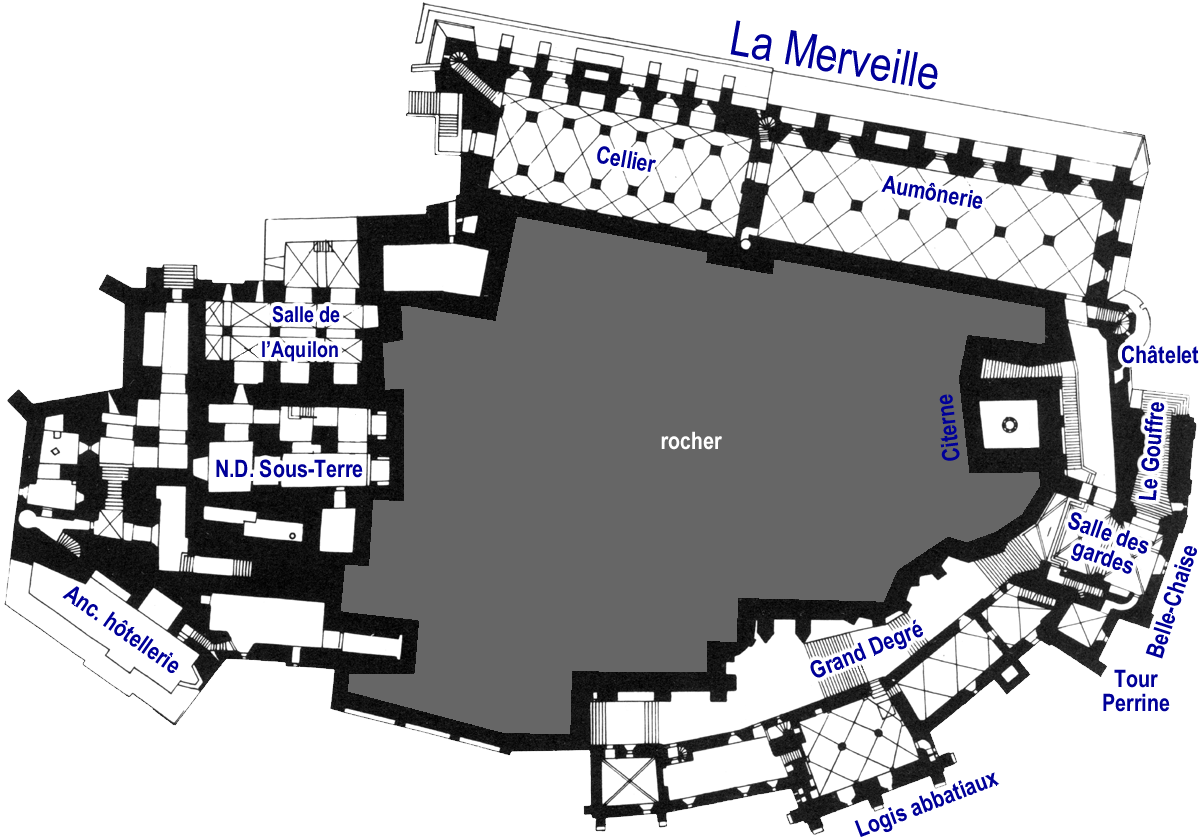
Pierwsze piętro opactwa

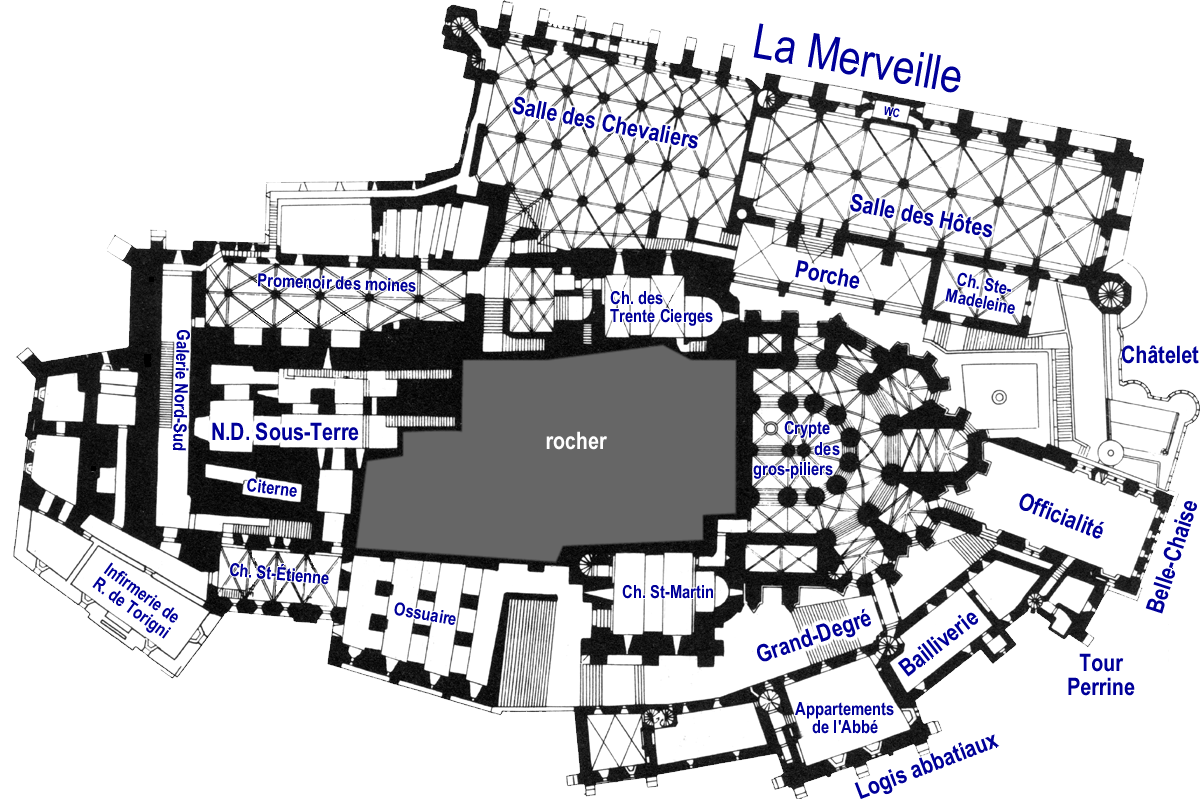
Drugie piętro opactwa

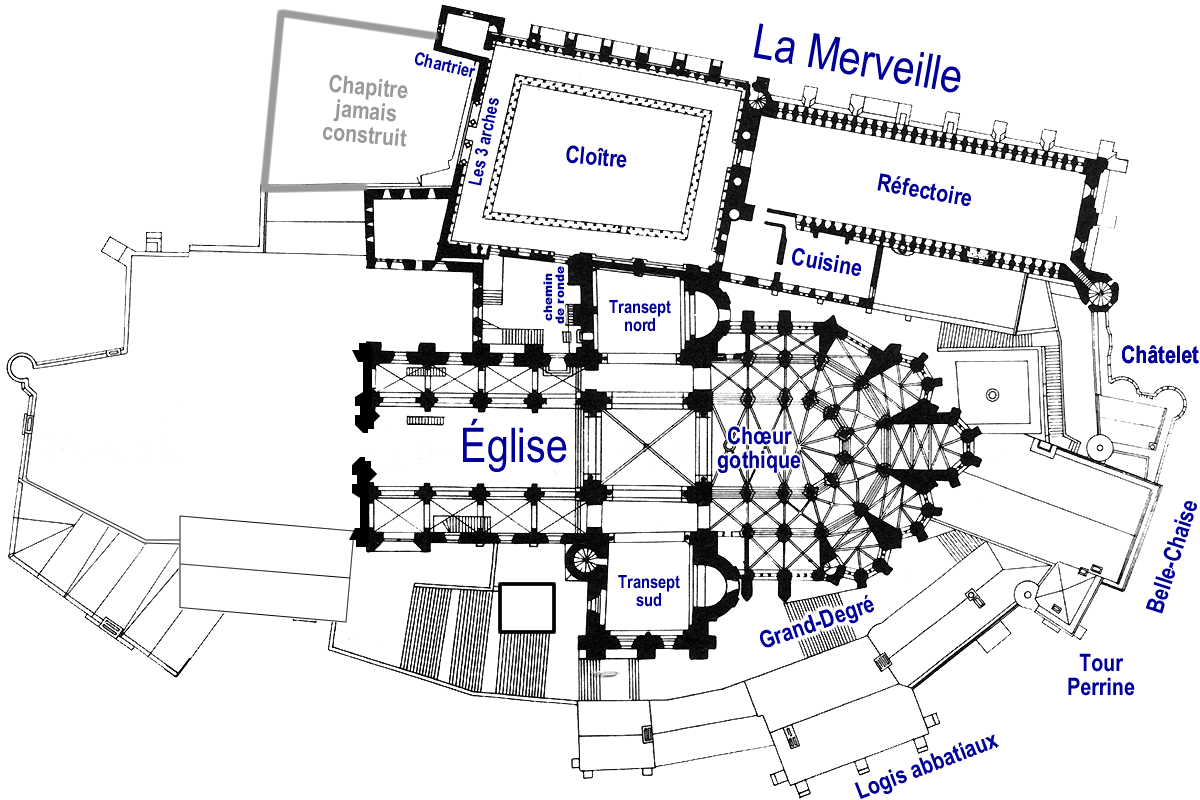
Trzecie piętro opactwa

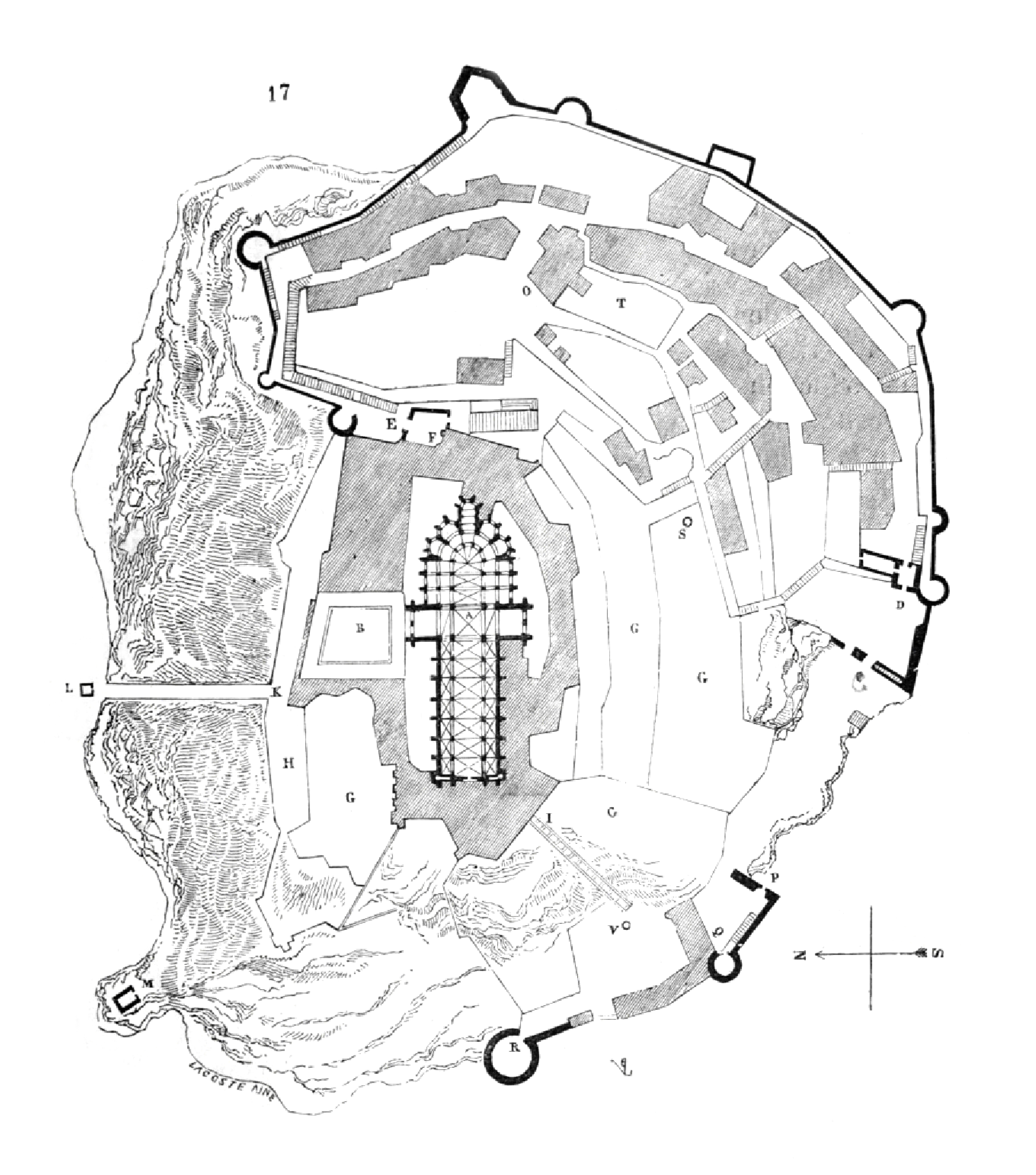
Mapa fortyfikacji

Mont Saint-Michel (bret. Menez Mikael, „Wzgórze Świętego Michała”) – skalista wyspa pływowa w zatoce Mont-Saint-Michel, na kanale La Manche, w południowo-zachodniej Normandii, połączona z kontynentalną Francją groblą długości 1800 metrów.
Na wyspie wzniesione zostało sanktuarium Michała Archanioła. Oryginalna nazwa sanktuarium to po łacinie Mons Sancti Michaeli in periculo mari (Wzgórze Świętego Michała w niebezpiecznym morzu) lub Mont Saint-Michel-au-péril-de-la-mer (po francusku).
Obecnie wzgórze Mont Saint-Michel stanowi naturalne centrum gminy Le Mont-Saint-Michel (w departamencie Manche, w regionie Normandia).
Architektura sanktuarium oraz zatoka z dużymi pływami morskimi sprawiają, iż jest to jedno z najchętniej odwiedzanych miejsc w Normandii. Według danych gromadzonych w ramach Projet Mont-Saint-Michel miejsce to zwiedza rocznie średnio 3,2 mln osób, co powoduje, że jest to najczęściej poza Paryżem odwiedzana atrakcja turystyczna we Francji. Wiele budowli wyspy zaklasyfikowano jako pomniki historii, a miasto jako całość otrzymało ten przywilej w 1962 roku. Od 1979 roku znajduje się na liście światowego dziedzictwa UNESCO.

## Historia

### Celtowie
Wokół Mont Saint-Michel rozciągał się w starożytności las Scissy, wówczas jeszcze niezalany morzem, siedziba dwóch plemion celtyckich. Zdaniem opata Gilles’a Derica, historyka bretońskiego z XVIII wieku, w tamtych czasach wzgórze było poświęcone Belenowi, galijskiemu bogu Słońca.

### Rzymianie
Zasługą przybyłych do Armoryki Rzymian była budowa sieci dróg przecinających całe jej terytorium: jedna z nich, łącząca Dol-de-Bretagne z Fanafmers (Saint-Pair), biegła na południe od Mons Belenus (Góry Belena). W miarę podnoszenia się poziomu wód w kanale La Manche, droga była stopniowo przesuwana ku wschodowi, aż do całkowitego połączenia się z tą, która obecnie przebiega przez Avranches. Wyspa w tym okresie była znana jako Mont Tombe (łac. Góra Cmentarna). Mieszkający w pobliżu Rzymianie rozwijali kult boga słońca, nazywanego przez nich Mitrą. Według miejscowej legendy z tego okresu, na wzgórzu pochowano w złotych butach i trumnie Juliusza Cezara.

### Początki ery chrześcijańskiej
Chrześcijaństwo pojawiło się w Armoryce około IV wieku naszej ery. Wówczas w połowie wysokości wzgórza została wzniesiona kaplica poświęcona św. Szczepanowi, pierwszemu męczennikowi chrześcijańskiemu. Po niej pojawiła się następna u stóp skały ku czci św. Synforiana, pierwszego męczennika Galów. Kaplice czuwały nad siedzibami pustelników pod opieką proboszcza z Astériac (Beauvoir).
Według legendy w 709 roku biskupowi Avranches, świętemu Aubertowi, objawił się Michał Archanioł, prosząc o zbudowanie kościoła na skale. Biskup dwukrotnie zlekceważył prośbę aż do momentu, kiedy św. Michał, dotknąwszy palcem biskupiej głowy, wypalił w niej dziurę, ale pozostawił nieszczęśnika przy życiu. Czaszka św. Auberta z owym otworem przechowywana jest do dziś w katedrze w Avranches. Krótko potem została zbudowana pierwsza kaplica w grocie, a poprzednia nazwa Mont-Tombe została zastąpiona Mont Saint-Michel-au-péril-de-la-Mer. Podczas budowy według legend doszło do rzekomych cudów – poranna rosa wyznaczyła zarys fundamentów, skradziona krowa ukazała się nagle tam gdzie powinien lec pierwszy złom granitu, trzymane na rękach niemowlę odsunęło stopami głaz zagradzający drogę oraz ukazanie się świętego Michała, który wskazał źródło słodkiej wody.

### Opactwo benedyktyńskie
Hrabiowie z Rouen, potem książęta Normandii, hojnie obdarowali zakonników, zmuszonych przez Normanów do ucieczki na obronną z natury wyspę. Mont Saint-Michel nabyło ponadto znaczenia strategicznego po przyłączeniu w 933 roku półwyspu Cotentin do księstwa Normandii i znalezieniu się na granicy z księstwem Bretanii.
Książę Ryszard I Nieustraszony (943–996) podczas swych pielgrzymek do sanktuarium oburzał się, że mnisi zlecali wykonywanie obrzędów religijnych świeckim duchownym, płacąc im za tę czynność. Wystarał się więc u papieża Jana XIII o bullę dającą mu prawo przywrócenia porządku w klasztorze i w 966 roku, wraz z mnichami przybyłymi z Saint-Wandrille, założył nowe opactwo benedyktyńskie (Fontenelle).
W 1256 i 1264 roku, pielgrzymkę do opactwa na Mont Saint-Michel odbył Ludwik IX Święty.
Bogactwo i siła nowego opactwa, jak też i prestiż sanktuarium, przyciągały tłumy pielgrzymów, co trwało aż do okresu reformacji. U stóp sanktuarium powstało miasteczko oferujące pielgrzymom gościnę. Opactwo nieprzerwanie cieszyło się względami książąt normandzkich, a następnie królów Francji.
W czasie wojny stuletniej opactwo zostało opasane nowym pierścieniem murów obronnych, teraz obejmujących także miasteczko. Anglicy próbowali je kilkakrotnie zdobywać, ale bezskutecznie. Pamiątką po jednym ze szturmów są dwie machiny oblężnicze pozostawione pod murami Mont Saint-Michel.
Począwszy od 1523 roku opata sanktuarium wyznaczał bezpośrednio król Francji, powierzając często pełnienie tej funkcji osobie świeckiej i dając jej prawo korzystania z dochodów klasztornych. Na terenie opactwa zostało zbudowane więzienie i klasztor się wyludnił. Przyczyniły się też do tego wojny religijne. W 1622 roku klasztor przeszedł w ręce benedyktynów z kongregacji świętego Maura, fundatorów szkoły, tylko w niewielkim stopniu troszczących się o utrzymanie budowli w dobrym stanie.

### Zaniedbanie i ponowny rozkwit po rewolucji francuskiej
W trakcie rewolucji francuskiej wyspa zmieniła nazwę na Mont-Michel i Mont-Libre.
Z rokiem 1791, w następstwie rewolucji francuskiej, ostatni mnisi zostali wydaleni z opactwa, które zostało zmienione w więzienie. Począwszy od 1793 roku przetrzymywano w nim ponad trzystu księży odmawiających przyjęcia nowej konstytucji cywilnej.
W 1794 roku na szczycie wieży dzwonniczej została zainstalowana stacja telegrafu optycznego. Tym samym Mont Saint-Michel zostało włączone w szlak linii telegraficznej z Paryża do Brestu.
W 1835 roku więzienie zostało poddane oględzinom architekta Eugène Viollet-le-Duca. Wobec protestów przeciwko aresztowaniu socjalistów Martina Bernarda, Armanda Barbès i Auguste Blanqui dekretem cesarskim z 1863 więzienie zamknięto. Opactwo przeszło następnie w ręce biskupa z Coutances.
Po regulacji rzeki Couesnon, która zmieniła stosunki wodne w zatoce, powodując jej zamulenie oraz ufortyfikowaniu grobli w 1879 roku Mont Saint-Michel przestał być wyspą, lecz stał się raczej głęboko wysuniętym w morze cyplem. Z okazji tysięcznej rocznicy powstania klasztoru, w 1966 roku do opactwa przybyła grupa mnichów benedyktyńskich, jednak była ona nieliczna, przez co poszukiwano większej wspólnoty, która mogłaby tam zamieszkać.
W 2001 roku klasztor przekazano Monastycznym Wspólnotom Jerozolimskim.
W 2012 roku zakończony został projekt o nazwie Projet Mont-Saint-Michel ogłoszony 16 czerwca 2006 roku przez premiera Francji i władze regionu. Budżet projektu wynosił 164 miliony euro, a jego celem było wybudowanie zapory na rzece Couesnon mającej spowodować odmulenie zatoki i przywrócenie Mont Saint-Michel charakteru prawdziwej wyspy.
22 lipca 2014 roku otwarty został nowy most na wyspę zaprojektowany przez architekta Dietmara Feichtingera.

### Rozwój Mont Saint-Michel

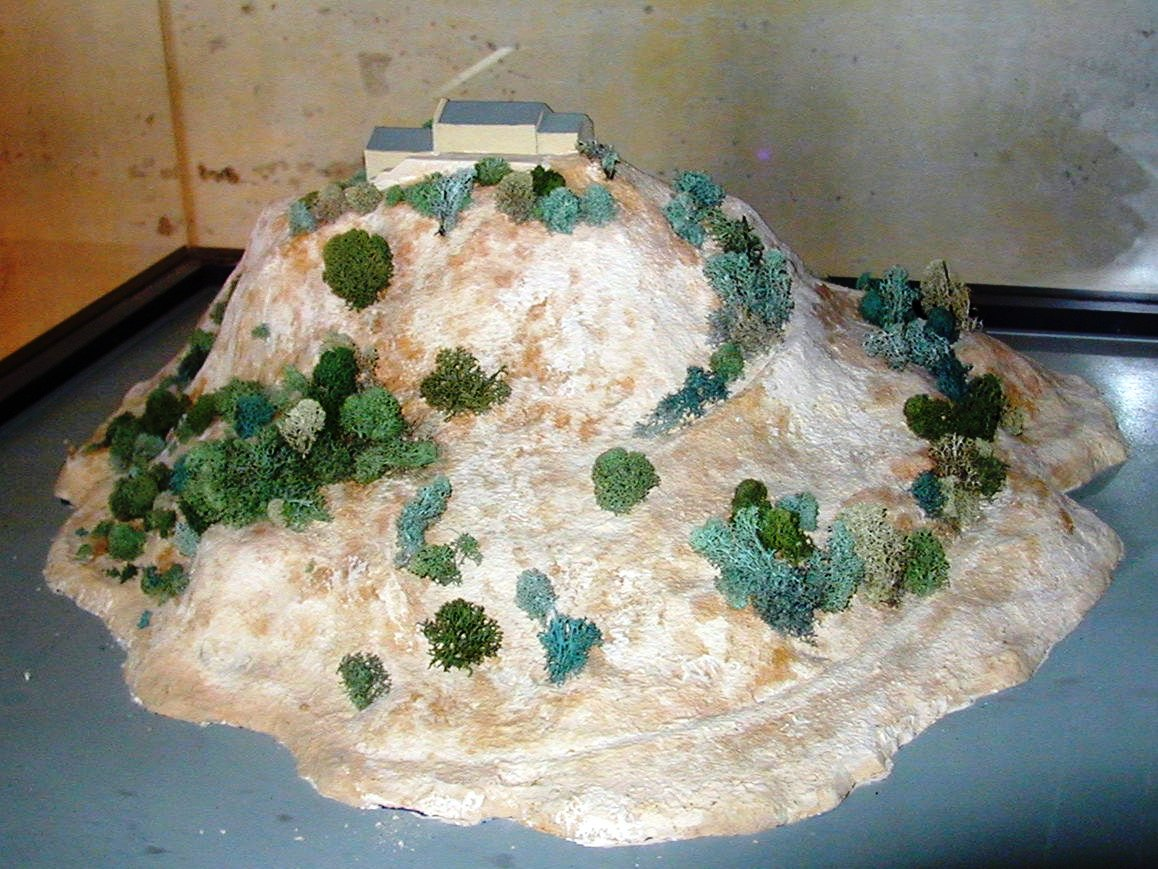
X wiek
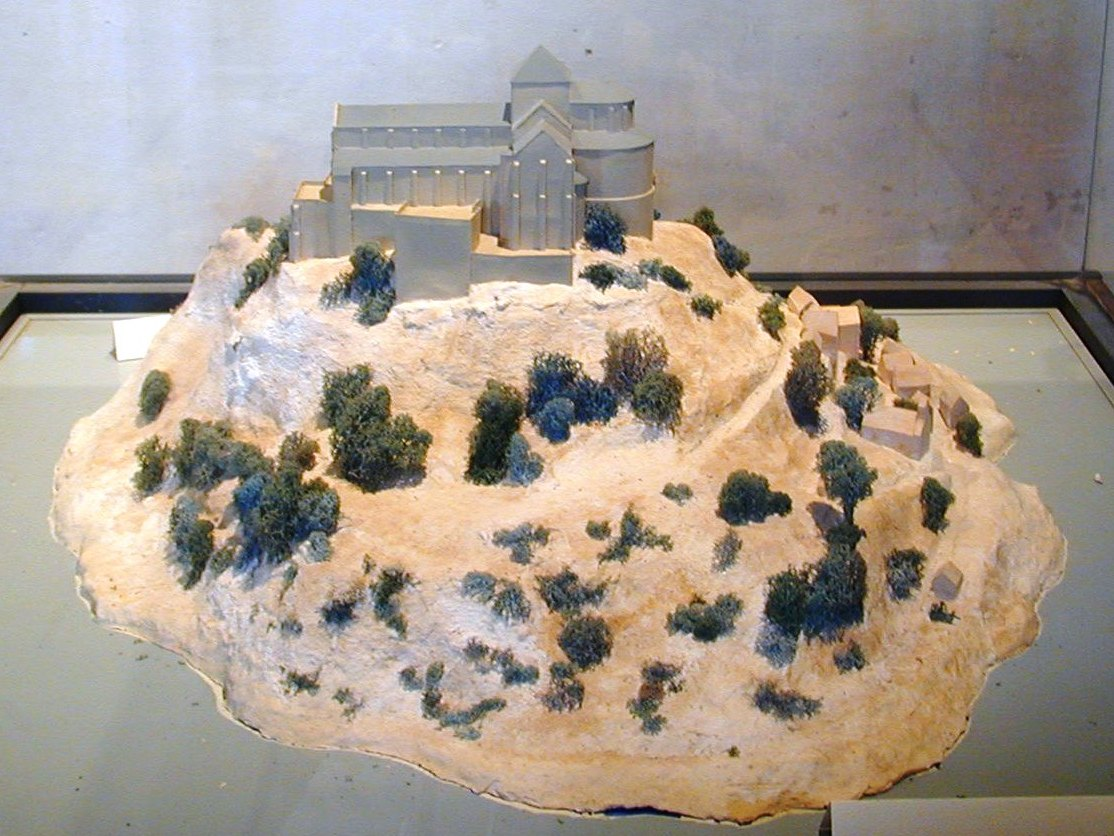
XI-XII wiek
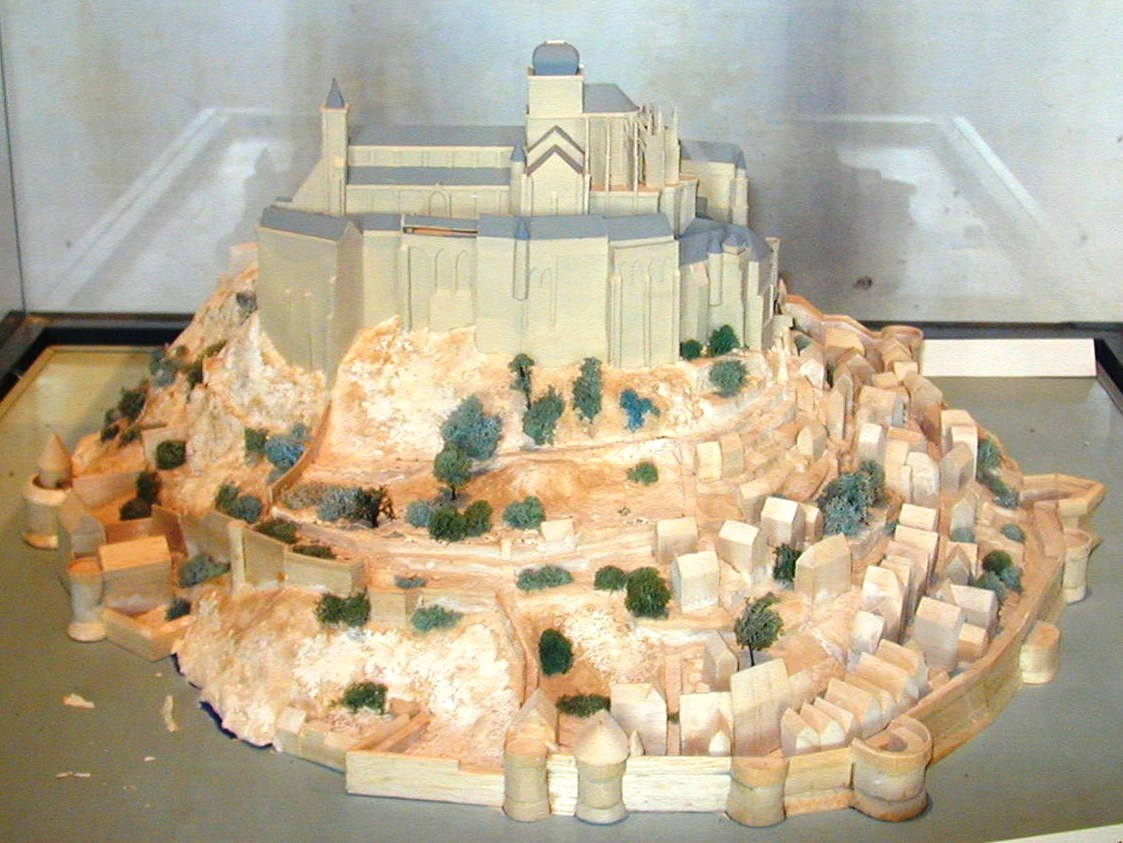
XVII-XVIII wiek
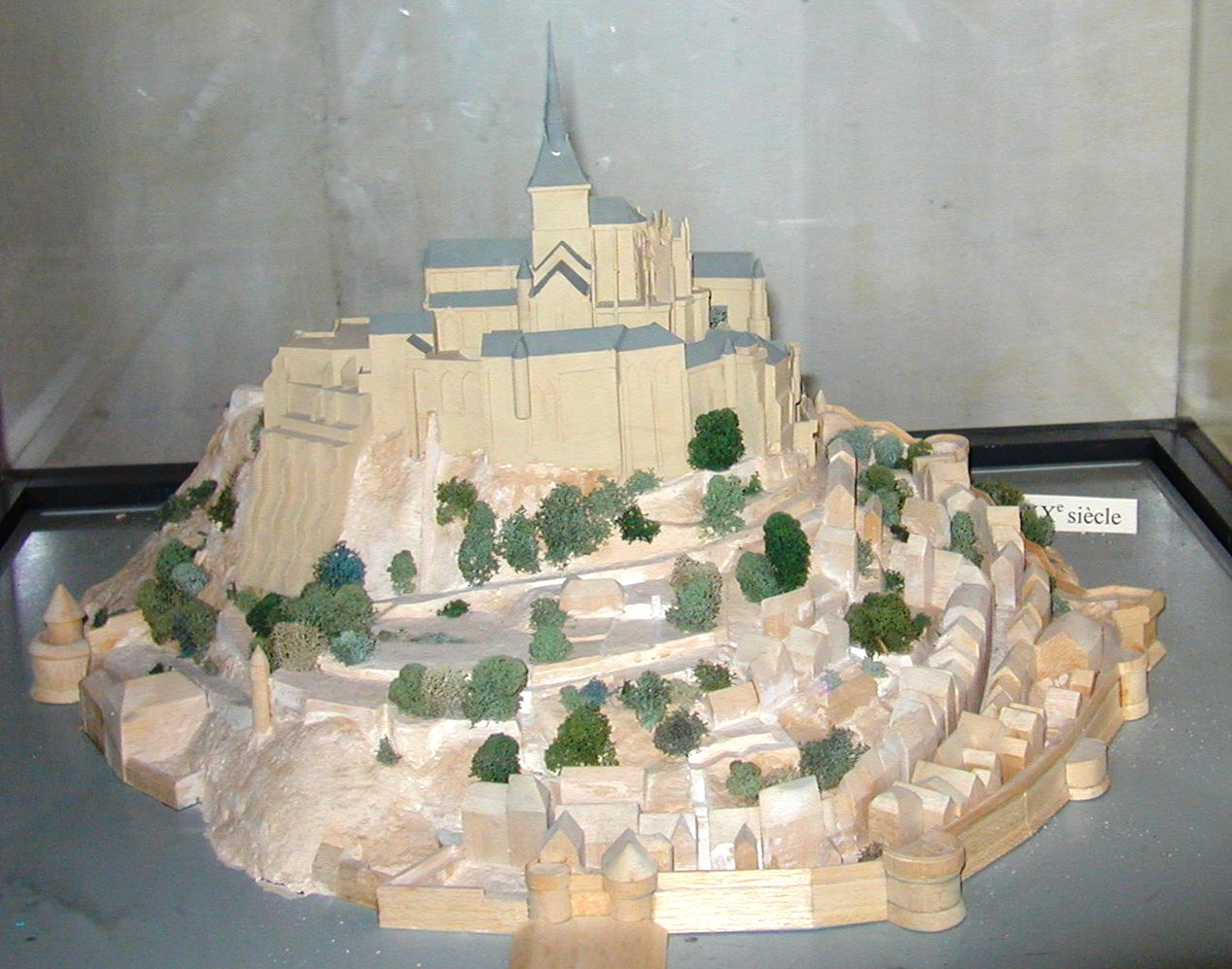
XX wiek

## Fortyfikacje
Obecne miasteczko powstało w wyniku połączenia kilku zespołów budynków, które miały własne, wcześniejsze fortyfikacje. Obecne mury miejskie pochodzą z XIII–XV wieku. Zawierają one wieże podwójnie okolone i jedną wieżę bastionową:
- wieża północna
- wieża bastionowa Buklo
- wieża Cholet aux Duonluno
- wieża dolna
- wieża Beatrix aux de la Libereco
- wieża arkadowa
- wieża królewska

Mur Fanils, który przechodzi w mury Monteux, Cantilly i Pillette datowany jest na XVI wiek, podobnie jak wieża Gabriel.

## La Merveille
Po północnej stronie wyspy Mont Saint-Michel znajduje się gotycki klasztor La Merveille (fr. cud). Wybudowany został w latach 1211–1228. W skład klasztoru wchodzą:
Po stronie wschodniej:
- aumônière – znajdujące się na parterze pomieszczenie, w którym mnisi rozdawali jałmużnę; miejsce to było także schronieniem dla pielgrzymów
- salle des hôtes – umieszczony na pierwszym piętrze główny pokój gościnny, w którym opat witał gości; w pomieszczeniu znajdują się dwa kominki – w jednym gotowane były posiłki mnichów, drugi dostarczał ciepła
- refektarz – znajdująca się na drugim piętrze sala o grubych ścianach z wysokimi wąskimi oknami; miejsce, w którym mnisi spożywali posiłki

Po stronie zachodniej:
- vellier – skład
- skryptorium – miejsce, w którym mnisi przepisywali manuskrypty; w 1469 roku sala stała się miejscem zebrań członków zakonu rycerzy św. Michała[8]

## Miasteczko
Miasteczko wzniesione na skalistym wzgórzu pod opactwem rozłożyło się wzdłuż jedynej ulicy Grande Rue, która obiegając skałę od strony zachodniej, prowadzi do sanktuarium. Aby się tam dostać, trzeba przejść przez trzy bramy: porte del l’Avancée, porte du Boulevard i porte du Roi.
Poza tym na wyspie znajdują się sklepy z pamiątkami, restauracje, hotele, podziemne pomieszczenia, wieże i krypty.

## Geografia i okolice
Mont Saint-Michel znajduje się na 48°38′10″ szerokości geograficznej północnej i na 1°30′40″ długości geograficznej zachodniej, w zatoce o tej samej nazwie otwierającej się na kanał La Manche. Wysepka ma około 960 metrów obwodu i około 280 hektarów powierzchni. Skała, która jest formacją granitową, wznosi się na wysokość 92 metrów nad poziomem morza, lecz wraz z posągiem św. Michała, położonym na wierzchołku iglicy kościoła opactwa sięga wysokości 170 metrów.
Istnieje niebezpieczeństwo, iż Mont Saint-Michel stanie się półwyspem. Powodem takiego przypuszczenia jest fakt, że w zatoce pozostaje piasek i muł naniesiony przez przypływy.

### Las Scissy i jego zagłada
W czasach celtyckich wokół Mont Saint-Michel i skały Tombelaine rozciągał się las Scissy, a brzeg morza znajdował się aż 48 kilometrów dalej, obejmując wyspy Chausey. Począwszy od III wieku poziom wód podnosił się stopniowo, aż morze pochłonęło las: według rękopisu z XV wieku szczególnie gwałtowny przypływ w równonocy 709 roku zadał lasowi cios ostateczny.

### Pływy morskie
Zatoka, nad którą rozciąga się wysepka, podlega zjawisku ruchomych piasków, opisanych malowniczo przez Victora Hugo, ale jest przede wszystkim znana dzięki wyjątkowemu skokowi pływów morskich (do 14 metrów różnicy poziomów). Przypływy są bardzo gwałtowne; fala przybiera z dużą prędkością (porównywalną do szybkości galopującego konia), co było przyczyną licznych wypadków w przeszłości. Dzisiaj również zdarzają się sporadyczne utonięcia, ale znacznie częściej kłopoty miewają właściciele zbyt długo zaparkowanych samochodów w miejscach niżej położonych.
Widowiskowe przypływy i odpływy uniemożliwiały zdobycie obronnego wzgórza, czyniąc prace oblężnicze możliwe jedynie podczas odpływu.
Nowa grobla kończy się 760 metrów przed murami Saint Michel. Od 2014 na wyspę można dostać się nowym mostem.

### Wybrzeże
Na wybrzeżu, za życia księżnej Anny Bretońskiej, uporządkowano teren pod uprawę i hodowlę zwierząt. Do dziś hoduje się tu owce, moutons de pré-salé (barany słonych łąk), których mięso ze względu na słonawe pastwiska ma wyjątkowy smak.
Materiał niesiony przez rzeki, nieustannie poruszany przez pływy morskie, zmieszany ze skruszonymi muszlami daje źródło tangue, bogatego nawozu, który był długo używany przez lokalnych rolników dla użyźniania gruntu.

## Pielgrzymki
Dwa razy w roku, w pierwszą niedzielę maja i 29 września, do Mont Saint-Michel przybywają tłumy pielgrzymów-katolików. W te dni odbywają się uroczystości związane z kultem świętego Michała Archanioła. Liczba pielgrzymów wynosi zwykle około 60 tysięcy.

## Mont Saint-Michel w kulturze

### Film
Wyspa Mont Saint-Michel ukazana jest w filmie The Elusive Pimpernel Michaela Powella i Emeryka Pressburgera z 1950 roku.
Na wyspie Mont Saint-Michel rozegrała się akcja filmu Mindwalk w reżyserii Bernta Amadeusa Capry z 1990 roku. Większość scen filmu to rozmowy pomiędzy trojgiem głównych aktorów – Liv Ullmann (w filmie jako Sonia Hoffman, norweski naukowiec), Samem Waterstonem (w filmie jako Jack Edwards, polityk) i Johnem Heardem (w filmie jako Thomas Harriman, poeta).

### Muzyka
Aphex Twin, kornwalijski przedstawiciel muzyki elektronicznej skomponował piosenkę zatytułowaną Mt Saint Michel + Saint Michaels Mount, nawiązującą do podobieństwa obu tych miejsc.
W 1996 roku Mike Oldfield skomponował instrumentalny utwór dedykowany Mont Saint-Michel. Utwór ten ukazał się w albumie Voyager.
W lipcu 1998 roku francuski kompozytor muzyki rock, Patrick Broguière wydał album w całości poświęcony Mont Saint-Michel.

### Literatura
W 1913 roku amerykański pisarz, Henry Brooks Adams napisał książkę Mont-Saint-Michel and Chartres ukazującą jedność średniowiecznej społeczności, szczególnie zaznaczającą się w wielkich katedrach Francji.
W 2004 roku Frederic Lenoir i Violette Cabesos napisali nowelę La promesse de l’ange, której główna akcja ma miejsce na wyspie Mont Saint-Michel.
W 2005 roku francuski pisarz, Maxime Chattam w swojej książce Le Sang du Temps uznał Mont Saint-Michel jednym z najważniejszych miejsc.

## Monety z wizerunkiem Mont Saint-Michel

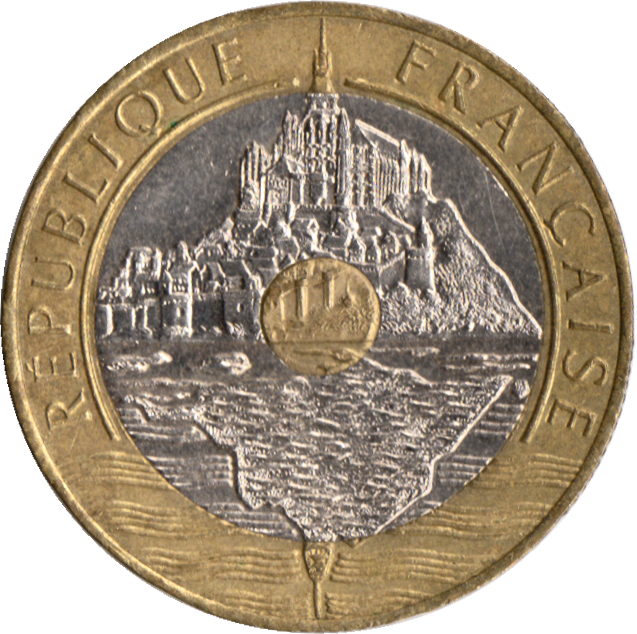
20 franków francuskich z 1992 roku

W latach 1992–2001 we Francji do użytku zostały wprowadzone monety o wartości 20 franków francuskich. Awers tych monet przedstawiał Wzgórze Świętego Michała.
Waga każdej z monet wynosiła 9 gramów, a średnica 27 milimetrów.
W roku 2000 wprowadzono 10000 srebrnych monet o nominale 1,5 euro z wizerunkiem Mont Saint-Michel. Waga monet wynosiła 22,2 grama, a średnica 37 milimetrów.

## Podobieństwo z Saint Michael’s Mount

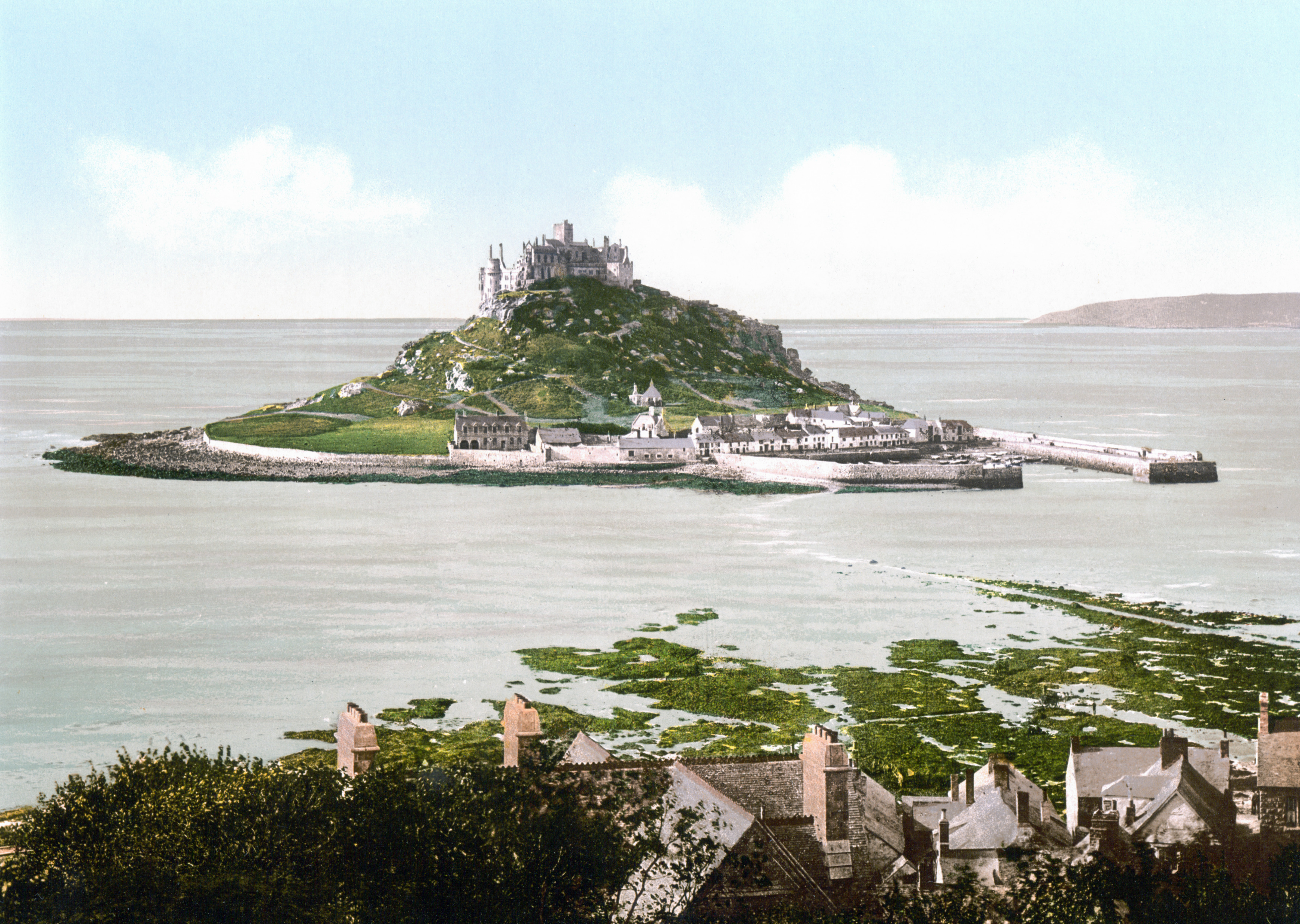
Saint Michael’s Mount w Kornwalii

Wyspa St Michael’s Mount w Kornwalii uważana jest za brytyjski odpowiednik Mont Saint-Michel. Podobnie jak Mont Saint-Michel – jest wyspą pływową i tak samo znajdują się na niej obiekty sakralne – na Mont Saint-Michel jest opactwo benedyktyńskie, a na Saint Michael’s Mount kaplica św. Michała z XV wieku.

## Współpraca
- Hatsukaichi, Japonia

## Galeria

Mont Saint-Michel nocą
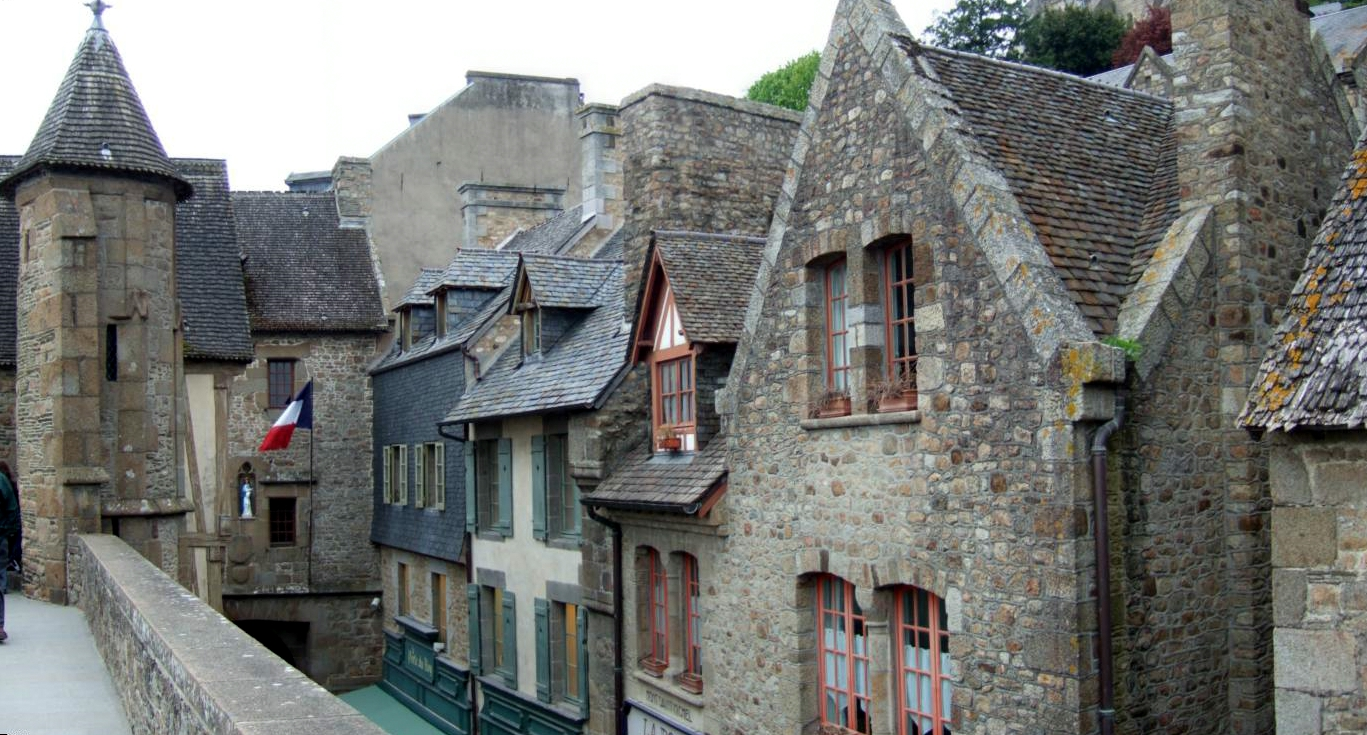
Budynki w Mont Saint-Michel
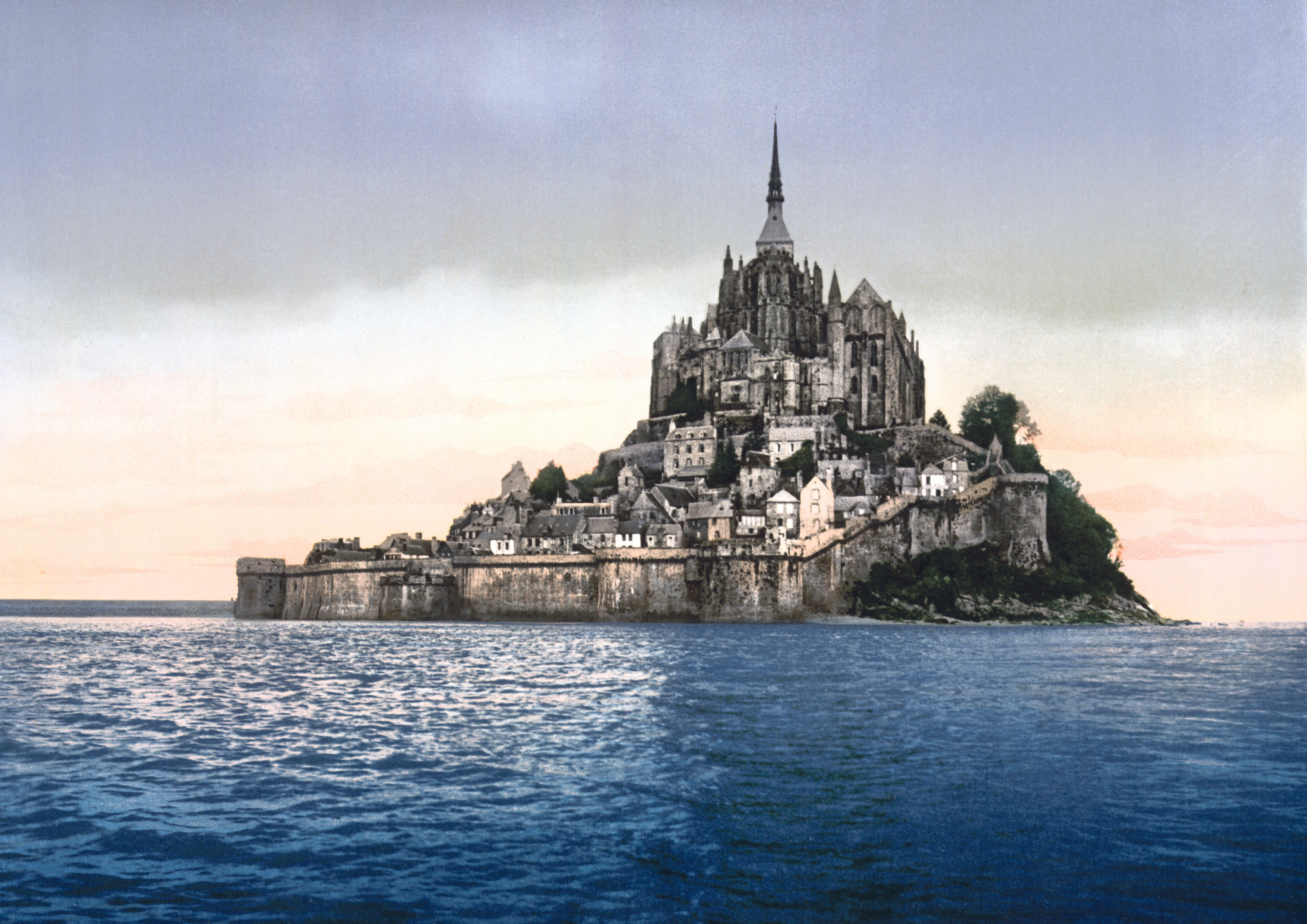
Widok z morza
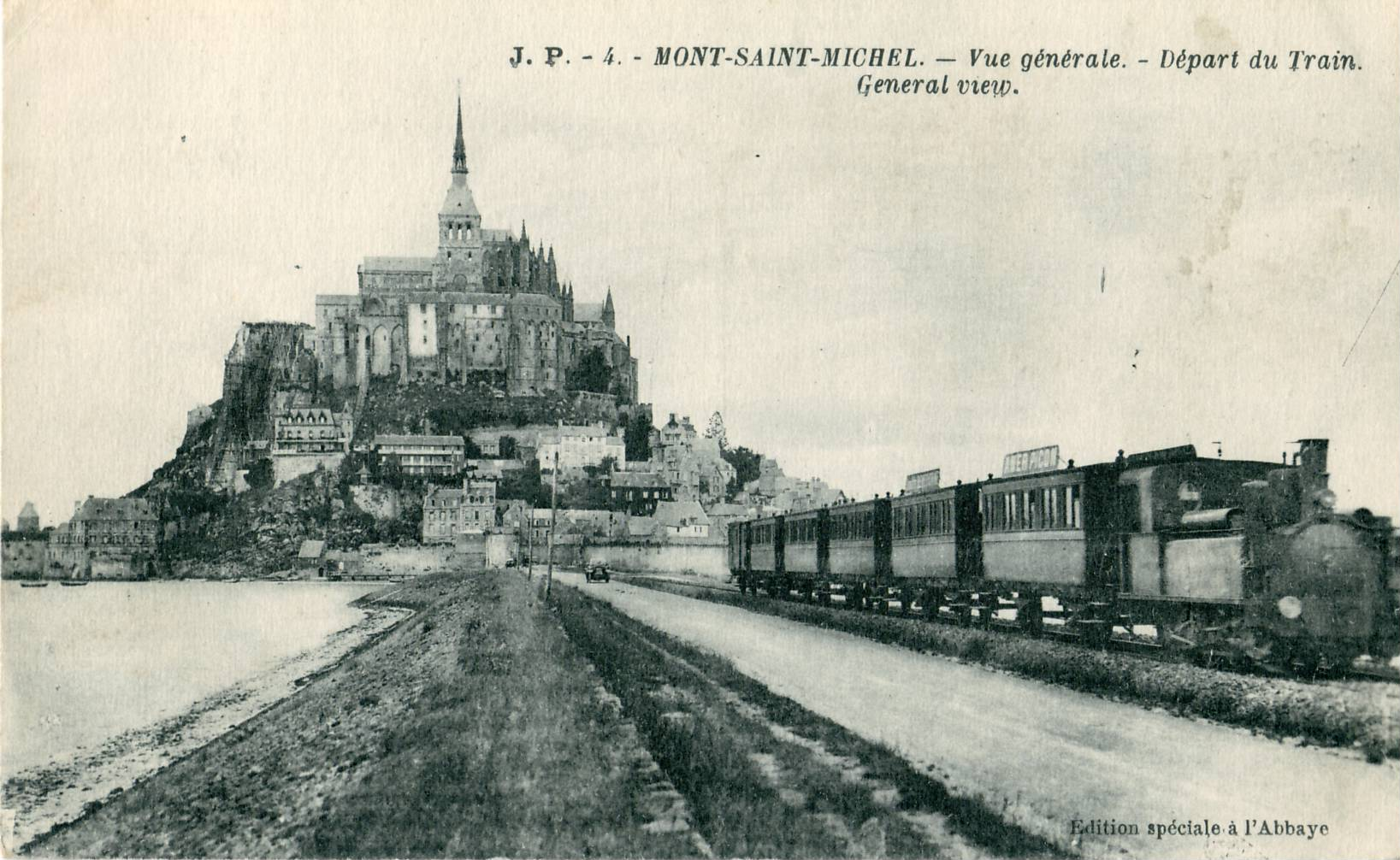
XX-wieczna pocztówka przedstawiająca Mont-Saint-Michel